# Peter Greenaway
Peter Greenaway (Newport, 5 april 1942) is een Brits filmregisseur, schrijver, kunstschilder, vj en samensteller van tentoonstellingen.
Hoewel Greenaway verscheidene kunstvormen beoefent, is hij vooral bekend vanwege zijn speelfilms. Typisch voor de films van Greenaway is dat ze andere vertelvormen dan de traditionele plotstructuur van speelfilms hebben. Hij gebruikt bijvoorbeeld opsommingen of ordening via nummers. Greenaway experimenteert in zijn films met vorm en stijl. Zijn werk zou als surrealistisch omschreven kunnen worden. Zijn films bevatten verwijzingen naar schilderkunst, literatuur, toneel, geschiedenis en ook wiskunde en getallen. Kenmerkend voor Greenaway is zijn opvallend gebruik van kleur, symmetrie, kleine beeldgrapjes, gezichtsbedrog, woordspelingen, naakt, discontinuïteit en 17e-eeuwse kostuums en decors. De films van Greenaway zijn veelgelaagd en complex.
Behalve geliefd in het art-house-circuit zijn de films van Greenaway ook onderwerp van controverse: hij is namelijk zeer openlijk in tonen van seks, geweld en vulgariteiten. Dit heeft soms grote gevolgen: in 1987 werd The Cook, the Thief, His Wife and Her Lover in de Verenigde Staten verboden omdat de film kannibalisme zou aanmoedigen. De film werd Greenaway's succesvolste.

## Levensloop
Greenaway werd geboren in Newport, maar toen hij drie jaar oud was verhuisde het gezin naar Essex. Tijdens zijn jeugd las hij Borges en Joyce en begon hij zich te interesseren voor schilderkunst. Greenaway wilde schilder worden, maar raakte ook geïnteresseerd in de Europese film, met name in films van Antonioni, Bergman, Godard, Pasolini en Resnais.
Vanaf 1962 werd hij als beeldend kunstenaar opgeleid aan Walthamstow College. Een van zijn medestudenten was Ian Dury, die hij later een rol gaf als de crimineel Fitch in The Cook, The Thief, His Wife and Her Lover. Vanaf 1965 werkte Greenaway als editor en filmregisseur voor het Central Office of Information van de Britse overheid, en in 1966 begon hij eigen korte films te draaien. Hij kreeg echter maar weinig erkenning als filmmaker. Dat veranderde pas toen in 1980 zijn drie uur durende namaak documentaire (mockumentary) "The Falls" op een filmfestival in Rotterdam was te zien. Greenaway werd bekender en leerde Kees Kasander kennen, die voortaan zijn producent zou zijn.
Greenaway is getrouwd met de multimediakunstenaar Saskia Boddeke en woont sinds 1996 in Nederland, waar veel van zijn films zijn opgenomen.

## Werken
De eerste lange speelfilm van Peter Greenaway was The Draughtsman’s Contract (1982), een film die gebaseerd is op het detectivegenre en over een tekenaar in Engeland tijdens de 17e eeuw. Hierna maakte hij de surrealistische films A Zed and two Noughts (grotendeels opgenomen in Diergaarde Blijdorp), The Belly of an Architect en Drowning by Numbers. In 1989 bereikte Greenaway een groter publiek met de zwarte komedie The Cook, the Thief, his Wife and her Lover. In 1991 verfilmde hij Shakespeares The Tempest onder de titel Prospero's Books, met John Gielgud in de hoofdrol. Zijn volgende film, The Baby of Mâcon, bevatte gewelddadige beelden en veel naakt, wat de distributie moeilijk maakte. Hierna maakte Greenaway The Pillow Book met Vivian Wu en Ewan McGregor. Zijn volgende film 8½ Women was een humoristische hommage aan Fellini.
In 1991 maakte Greenaway de tentoonstelling The Physical Self in het Rotterdamse museum Boymans van Beuningen, waar onder andere naakte levende mensen te zien waren. In 2001 organiseerde Greenaway de tentoonstelling Hel en Hemel in het Groninger Museum.
Sinds 2003 werkt Greenaway aan zijn mammoetproject The Tulse Luper Suitcases. Dit project bestaat uit drie speelfilms, een televisieserie, 92 dvds, cd-roms, en boeken, en gaat over het leven van de niet-bestaande Tulse Luper en diens 92 koffers. Luper dook ook al op in Greenaways film The Falls, en in zijn korte films Vertical Features Remake, en A Walk Through H.
In februari 2005 begon Greenaway aan een film over Rembrandt van Rijn. De film heet Nightwatching en gaat over de drie vrouwen van Rembrandt en de gevolgen die het schilderen van De Nachtwacht voor Rembrandt had. De film kwam uit in 2007, vierhonderd jaar na Rembrandts geboorte. Daarvóór, in het Rembrandtjaar 2006, beeldde Greenaway de personages van de Nachtwacht uit in een installatie in het Rijksmuseum Amsterdam. In 2008 maakte Greenaway een videoclip voor de Nederlandse band Face Tomorrow bij het nummer Overpowered.

## Filmografie (beknopt)
- The Falls (1980)
- The Draughtsman's Contract (1982; muziek: Michael Nyman)
- A Zed and Two Noughts (1985; tragikomedie met muziek van Michael Nyman)
- Inside rooms, 26 bathrooms (1985 met muziek van Michael Nyman)
- The Belly of an Architect (1986 met muziek van Wim Mertens)
- Drowning by Numbers (1988; muziek: Michael Nyman)
- The Cook, the Thief, His Wife and Her Lover (1989; muziek: Michael Nyman)
- Les Morts de la Seine (1989; documentaire, met muziek van Michael Nyman)
- Prospero's Books (1991; verfilming van The Tempest van William Shakespeare; met muziek van Michael Nyman)
- The Baby of Mâcon (1993)
- The Pillow Book (1995/96; boekverfilming)
- 8½ Women (1998/99)
- The Death of a Composer: Rosa, a Horse Drama (1999; televisiebewerking van de opera uit 1993)
- The Moab story (2003; deel 1 van The Tulse Luper Suitcases)
- The Antwerp (2003; deel 3 van The Tulse Luper Suitcases)
- The Vaux to the Sea (2004; deel 2 van The Tulse Luper Suitcases)
- Nightwatching (2007)
- Rembrandt's J'Accuse (2008, 80 en 100 min)
- Goltzius and the Pelican Company (2012)
- Eisenstein in Guanajuato (2015)